# Godwin Ablordey
Godwin Ablordey (ur. 23 maja 1974) – ghański piłkarz grający na pozycji pomocnika. W swojej karierze wystąpił 8 razy w reprezentacji Ghany.

## Kariera piłkarska
Swoją piłkarską karierę Ablordey rozpoczął w klubie Asante Kotoko SC. W sezonie 1999 zadebiutował w nim w pierwszej lidze ghańskiej. Wywalczył z nim mistrzostwo Ghany w sezonie 2003 i dwa wicemistrzostwa w sezonach 2001 i 2002. Zdobył też Puchar Ghany w 2001 roku. W 2004 roku grał w King Faisal Babes FC, a w 2005 ponownie w Asante Kotoko, z którym został mistrzem Ghany. W latach 2005-2007 był piłkarzem cypryjskiego Olympiakosu Nikozja, a w sezonie 2007/2008 grał w Kessben FC, w którym zakończył karierę.

## Kariera reprezentacyjna
W reprezentacji Ghany Ablordey zadebiutował 28 października 2000 w przegranym 2:3 towarzyskim meczu z Tanzanią, rozegranym w Kasarani. Od 2000 do 2001 rozegrał w kadrze narodowej 8 meczów.